# Beatriz Ferrer-Salat
Beatriz Ferrer-Salat, född den 11 mars 1966 i Barcelona i Spanien, är en spansk ryttare.
Hon tog OS-silver i lagtävlingen i dressyr i samband med de olympiska ridsporttävlingarna 2004 i Aten.